# バイオスティミュラント
バイオスティミュラント（英: biostimulant）は、ヨーロッパを主とし、世界中から関心を集めている新しい農業資材の一種。略称は「BS」。

## 概要
ヨーロッパ・北米を中心に広まっているバイオスティミュラントだが、日本では2018年に主要メーカーが業界団体を設立した。悪天候や干害、塩害などの負荷から植物を保護する農業資材として農作物の収穫量増加に貢献する。近年、ヨーロッパなどでは独BASFやバイエル、インドのUPLといったメーカーが手掛けるなど市場が拡大している。調査によると、バイオスティミュラントの世界市場は増加傾向にあり2022年には33億ドル（約3663億円）になる見通し。
日本では以前から使用されてきた植物活力剤や土壌改良剤、海藻資材、ぼかし肥料などがBSにあたる。2014年に1400億円だった市場規模は2018年には2000億円に達した。
2021年には2900億円まで拡大すると見込まれている。日本の市場規模は現在、100億から200億円。農薬市場と比較すると40分の1～20分の1程と小さいが、今後は広がる見込み。

## 定義
長い間、国内外の研究者がBSに関して様々な献言を行ってきた。そのために定義に関しては少しずつ相違する。
ヨーロッパバイオスティミュラント協議会の定義を参考にしている日本バイオスティミュラント協議会によると、農業用BSには、作物の生理学的プロセスを制御・強化するために、植物または土壌に施用される化合物、物質および他の製品の多様な製剤が含まれる。BSは、作物の活力、収量、品質および収穫後の保存性を改善するために、栄養素とは異なる経路を通じて植物生理に作用する。